# Noh Hong-chul
Noh Hong-chul (Coreano: 노홍철; nascido em 31 de março de 1979) é um comediante e empresário sul-coreano.
Em 2012 participou na parte do elevador (dos 1:54 aos 2:03) do famoso videoclipe "Gangnam Style".